# Wugigarra bujundji
Wugigarra bujundji là một loài nhện trong họ Pholcidae. Loài này được phát hiện ở Queensland.